# 대세점
대세점(largest point)은 대세를 형성하는, 쌍방에게 반드시 필요한 최선의 요처이자 중심점이다. 쌍방이 반드시 쟁취해야 할 요지가 된다. 바둑 전반의 형세를 결정짓는 요처이자 주요 거점, 흑의 세력과 백의 세력 간 급소가 되는 곳이다.